# Argyranthemum adauctum
Argyranthemum adauctum là một loài thực vật có hoa trong họ Cúc. Loài này được (Link) Humphries mô tả khoa học đầu tiên năm 1976.